# Peña de los Enamorados
Peña de los Enamorados ("Đá Tình nhân") là một ngọn núi đá vôi nằm ở Antequera, tỉnh Málaga, Andalusia, Tây Ban Nha. Nó cao 874 mét so với mực nước biển. Bề mặt ngọn núi là một cảnh quan văn hóa có diện tích 117 ha. Do đường nét của ngọn núi giống với khuôn mặt người nên nó còn được gọi là "người da đỏ". Khu vực này đã được UNESCO công nhận là Di sản thế giới như là một phần của Di chỉ mộ đá Antequera.

## Địa điểm khảo cổ
Nơi đây có tầm quan trọng như là một địa điểm khảo cổ thời đại đồ đá cũ sớm với những mộ đá và đường mòn. Nghiên cứu địa tầng cho thấy khu vực này được định cư từ thời đại đồ đá cũ, La Mã và Trung Cổ. Nó cũng đại diện cho một khu dân cư thời đại đồ đồng tại Málaga trước khi hình thành các khu định cư Phoenicia ven biển.
Nơi trú ẩn của Matacabras nằm ở chân phía tây bắc của Peña de los Enamorados có mối liên kết chặt chẽ với mộ đá Menga mà trục trung tâm hướng thẳng vào. Ngôi mộ được định hướng về phía đông bắc, và là ngôi mộ duy nhất được định hướng như vậy ở châu Âu trong bối cảnh văn hóa này.